# Ha-Xomer ha-Tsaïr
Ha-Xomer ha-Tsaïr (en hebreu: השומר הצעיר) és un moviment juvenil sionista socialista que es va fundar a Polònia el 1913. Aquest grup va néixer com a resultat de la fusió entre ha-Xomer, un moviment sionista, i Tzeirei Tzion, un centre cultural jueu, al llarg de la seva història, els seus membres anomenats chaverim, s'han organitzat en diferents agrupacions anomenades tnuot.

## Origen
Aquest moviment va ser fundat el 1913 a Galítsia, una regió de Polònia, amb l'objectiu d'integrar i educar els joves jueus cap a un profund sentiment d'identitat amb el seu poble, sense deixar de ser un moviment escolta. Ha-Xomer va començar a ensenyar a la joventut jueva des de la història i els valors del seu poble, fins a com encendre una foguera o realitzar estructures de fusta.
Ràpidament Ha-Xomer es va estendre cap a l'est europeu, fundant kenim (nius) a països com Lituània, Rússia i Ucraïna, amb un espectacular augment de membres. A partir de 1925, Ha-Xomer es va instal·lar a nombrosos països, principalment en Amèrica Llatina, a on van ser creades noves tnuot per a joves llatinoamericans i també per a joves emigrants europeus.

## Segona Guerra Mundial
En els anys de l'Holocaust, Ha-Xomer va tenir un paper molt important en la resistència jueva. Els seus membres sortien dels guetos d'amagat per portar eines i menjar de contraban i les repartien a la població cada vegada més oprimida.
Els seus membres van participar activament en l'organització de l'Aixecament del Gueto de Varsòvia, que va durar menys d'un mes, juntament amb altres moviments sionistes. L'Aixecament del Gueto de Varsòvia va ser liderat pel membre de la resistència Mordechai Anielewicz.
Un cop va acabar la Segona Guerra Mundial, aquesta organització va tenir una important influència per aconseguir que els anglesos donessin permisos d'entrada als jueus que vivien en el Mandat Britànic de Palestina.

## Ideologia
L'organització va ser fundada en un marc d'antisemitisme, els seus fundadors creien que el sionisme i la creació d'un estat jueu seria la solució d'aquests problemes i es van dedicar a lluitar per fer possible la creació d'Israel. Els membres de Ha-Xomer veien el socialisme com l'única i més eficient manera per a l'establiment d'un estat jueu, els seus membres van col·laborar activament en la fundació de fins a 87 quibuts, convertint-se en l'organització amb més quibuts establerts.